# Markovići (Chorwacja)
Markovići – wieś w Chorwacji, w żupanii istryjskiej, w gminie Vižinada. W 2011 roku liczyła 48 mieszkańców.